# Sid Ahmed Ould Bneijara
Sid'Ahmed Ould Bneijara (1947 – 30 de agosto de 2017  ) fue un político mauritano. Fue Primer ministro de Mauritania entre el 12 de diciembre de 1980 al 25 de abril de 1981.

## Biografía
Dirigió durante un corto tiempo Gobernador del Banco Central de Mauritania en verano de 1978.
Fue nombrado por primera vez por el Coronel Mohamed Khouna Ould Haidalla del Comité Militar de Salvación Nacional (CMSN), el 12 de diciembre de 1980, para reemplazar al propio Haidallah. Ould Bneijara, que no era militar, iba a liderar el retorno al gobierno civil.
El 25 de abril de 1981, menos de cinco meses después, Ould Bneijara fue destituido de nuevo, después de que el coronel Haidallah decidiera restablecer el gobierno militar. Esto se produjo como resultado del intento de golpe de Estado del 16 de marzo por parte de la Alianza por la Mauritania Democrática (AMD).